# Richard Chelimo
Richard Chelimo (ur. 21 kwietnia 1972, zm. 15 sierpnia 2001) – kenijski lekkoatleta, długodystansowiec, medalista Igrzysk olimpijskich i Mistrzostw świata.

## Sukcesy
- złoty medal Mistrzostw Świata Juniorów w Lekkoatletyce (Bieg na 10 000 m Płowdiw 1990)
- srebro podczas Mistrzostw Świata w Lekkoatletyce (Bieg na 10 000 m Tokio 1991)
- srebrny medal Igrzysk olimpijskich (Bieg na 10 000 m Barcelona 1992)
- brąz na Mistrzostwach Świata w Lekkoatletyce (Bieg na 10 000 m Stuttgart 1993)
- 2. miejsce w Finale Grand Prix IAAF (Bieg na 5000 m Londyn 1993)

## Rekordy życiowe
- Bieg na 3000 m - 7:41.63 (1993)
- Bieg na 5000 m - 13:05.14 (1993)
- Bieg na 10 000 m - 27:07.91 (1993) (były rekord świata)

Jego młodszy brat Ismael Kirui również odnosił liczne sukcesy na długich dystansach, był m.in. dwukrotnym mistrzem świata na 5000 metrów.
Chelimo zmarł na nowotwór mózgu w wieku 29 lat, osierocił czwórkę dzieci.